# Icauno
Nella mitologia celtica Icauno era la divinità femminile del fiume Yonne in Gallia. È nota solo per una singola iscrizione ritrovata ad Auxerre in Borgogna.